# Mambo (Burkina Faso)
Pour les articles homonymes, voir Mambo (homonymie).
Mambo est une commune rurale située dans le département de Boni de la province de Tuy dans la région des Hauts-Bassins au Burkina Faso.

## Santé et éducation
Le centre de soins le plus proche de Mambo est le centre de santé et de promotion sociale (CSPS) de Boni.